# Реал Авіла
«Реал Авіла» (ісп. Real Ávila) — іспанський футбольний клуб з міста Авіла. Виступає в Сегунда Федерасьйон.

## Тренери
- Віктор Вальдес (2025)